# Contea di Down
La contea di Down (County Down in inglese; An Dún o esteso Contae an Dúin in gaelico irlandese; anticamente anche Downshire) è una delle trentadue contee tradizionali d'Irlanda ed è situata nella provincia dell'Ulster.
È una delle Six Counties ("sei contee") che formano l'Irlanda del Nord e non ha più valenza amministrativa a seguito dell'introduzione dei distretti nell'area nel 1973, ma mantiene valenza culturale, storica ed è utilizzata frequentemente come identificazione geografica o per le consegne postali.
Parte della città di Belfast è compresa all'interno del territorio della contea di Down.
Down è una delle due sole contee abitata da una popolazione a maggioranza protestante. La suddivisione non è omogenea e si concentra soprattutto nei grossi centri abitati, mentre l'area meridionale, chiamata South Down, è a maggioranza cattolica

## Toponomastica
Deve il suo nome alla storica county town, Downpatrick. Il nome antico gaelico della cittadina, Dún Pádraig, significa Roccaforte di Patrizio. Il nome attuale in gaelico della contea, An Dún, significa semplicemente "il forte".

## Araldica civica
Lo stemma tradizionale di Down è uno scudo tripartito orizzontalmente, nella parte più alta con sfondo verde raffigurante tre mazzi di grano dorati, in quella centrale color arancio un pesce color argento e in quella più bassa contraddistinta da un mare ondoso sul quale salpa una nave dorata circondata in entrambi i lati da un fiore di lino.
La versione più complessa è arricchita da due cervi rampanti posti ai lati e sovrastata da una corona dorata ed una mano tesa che tiene un pastorale celtico dorato.
Sotto lo stemma viene di solito inserito anche il motto ufficiale in latino Absque Labore Nihil ("Niente senza il lavoro").
La bandiera sportiva e culturale della contea è rosso-nera.

## Geografia fisica
Situata nella porzione sud-orientale dell'Irlanda del Nord e nord-orientale dell'isola d'Irlanda, Down confina quasi esclusivamente con contee della propria nazione se si esclude l'affaccio sul Carlingford Lough condiviso con la vicina Contea di Louth, facente parte della Repubblica d'Irlanda. In particolare confina a nord con l'Antrim, ad ovest con Armagh, ad est col Mar d'Irlanda, oltre come già detto col Louth a sud anche se senza continuità territoriale.
Down contiene due punti estremi nel suo territorio: il punto più sud-orientale dell'Irlanda del Nord, a Cranfield Point, nonché il più orientale di tutta l'Irlanda a Burr Point.
Elementi prominenti del territorio della contea sono le due vaste penisole di Ards e Lecale. Queste lunghe penisole sono determinate dall'andamento costiero di Down, formato da sinuose insenature quali il Belfast Lough, lo Strangford Lough ed il Carlingford Lough. L'ultimo, particolarmente suggestivo, contiene uno degli esempi migliori, superato forse solo dalla Clew Bay nel Mayo, di drumlin sprofondati in mare che formano di conseguenza un numero notevole di isolotti.
Oltre a queste isole di modeste dimensioni, le principali sono invece Mew Island, Light House Island e le isole Copeland, tutte a nord di Ards. L'unica isola di rilievo al largo di Lecane è invece Gunn Island.
Il profilo del territorio è dominato dai caratteristici monti Mourne, che in certi punti si elevano a poca distanza dal mare del mare o, per usare le parole del poeta Percy French, "sweep down to the sea". Questi monti granitici sono molto rinomati per la loro bellezza paesaggistica. Lo Slieve Donard, con altezza massima di 849 metri, è la cima più alta della catena, nonché dell'Irlanda del Nord e dell'Ulster. Le altre cime sono più modeste e l'importanza dello Slieve Croob (534 metri) deriva principalmente perché vi nasce il fiume Lagan.
A livello idrologico, va menzionata una porzione di costa del Lough Neagh, il più vasto lago dell'isola d'Irlanda e uno dei più vasti d'Europa. Il Lagan è il fiume più importante e forma il confine con l'Antrim. Il Bann, che è il più lungo dell'Irlanda del Nord, scorre per un breve tratto invece nella parte sud-occidentale.

## Luoghi d'interesse

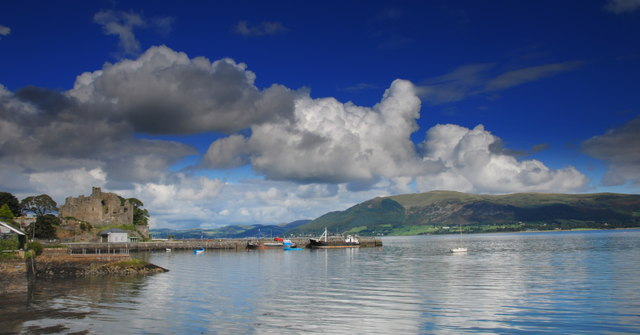
King John's Castle sul Carlingford Lough

- Un'area del Down, situata tra Rathfriland e Banbridge, è conosciuta come Brontë Homeland ("Patria delle Bronte") perché Patrick Brontë (originariamente Brunty), padre delle celebri sorelle Brontë Anne, Charlotte, Emily e Branwell, era nato e cresciuto in questa regione ed aveva nel villaggio di Banbridge la sua chiesa.
- La città di Newry, nel sud della contea, annovera fra i suoi monumenti la chiesa di San Patrizio (Del 1587 e sotto l'egida della Church of Ireland), che sovrasta il centro cittadino dalla Church Street ed è considerata la prima chiesa protestante d'Irlanda. Il Newry Canal inoltre è stato il primo canale di superficie mai costruito nell'Arcipelago Britannico.
- Nella contea si trova Exploris, l'acquario dell'Irlanda del Nord, situato a Portaferry sulle sponde del Carlingford Lough, nella penisola di Ards.
- L'Old Inn di Crawfordsburn è uno degli ostelli più antichi d'Irlanda, con archivi del 1614. È preceduto dal Grace Neill's di Donaghadee aperto tre anni prima. Tuttavia il primo annovera tra i propri ospiti nell'arco della storia Jonathan Swift, Dick Turpin, Pietro il Grande, Lord Tennyson, Charles Dickens, Anthony Trollope, l'ex presidente americano George H. W. Bush e C. S. Lewis, che passò qui la sua luna di miele.[2]
- La Scrabo Tower, a Newtownards, fu costruita alla memoria di Charles Stewart, terzo marchese di Londonderry.
- Si ritiene che San Patrizio sia sepolto nella Down Cathedral di Downpatrick, assieme a Santa Brigida e San Columba.[3]

## Cultura
Il riferimento culturale più noto a livello mondiale è la celebre ballata folk irlandese The Star of the County Down, canzone reinterpretata da moltissimi artisti irlandesi e non. La contea è inoltre citata nella canzone Around The World, dal film Il giro del mondo in 80 giorni, che è stata nella top ten americana nella versione cantata da Bing Crosby ed in quella britannica nella versione di Ronnie Hilton, entrambe nel 1957, sebbene nel film fosse stata usata la versione strumentale di Annunzio Paolo Mantovani.
Il video di Rihanna We Found Love fu girato qui nel 2011.

## Geografia antropica

### Città
Insediamenti con più di 75 000 abitanti:
- Belfast (porzione orientale)
- Newry (condivisa con Armagh; ha status di city)

### Cittadine
Insediamenti da 10 000 a 75 000 abitanti:
- Banbridge
- Bangor
- Carryduff
- Downpatrick
- Dundonald
- Holywood
- Newtownards

### Altri abitati
- Annahilt
- Annalong
- Annsborough
- Ardglass
- Atticall
- Ballela
- Ballyhalbert
- Ballyhornan
- Ballykinler
- Ballymartin
- Ballynahinch
- Ballygowan
- Ballywalter
- Bryansford
- Burren
- Cabra
- Carrowdore
- Castlewellan
- Clough
- Cloughey
- Comber
- Crawfordsburn
- Crossgar

- Donaghadee
- Donaghcloney
- Dromara
- Dromore
- Drumaness
- Drumbeg
- Dundrum
- Gilford
- Gilnahirk
- Greyabbey
- Groomsport
- Helen's Bay
- Hillsborough
- Hilltown
- Kilcoo
- Kilkeel
- Killyleagh
- Killinchy
- Killough
- Kircubbin
- Lawrencetown
- Leitrim

- Listooder
- Longstone
- Loughbrickland
- Loughinisland
- Magheralin
- Mayobridge
- Millisle
- Moira
- Newcastle
- Portaferry
- Portavogie
- Rathfriland
- Rostrevor
- Saintfield
- Saul
- Scarva
- Seaforde
- Sheeptown
- Strangford
- Toye
- Waringstown
- Warrenpoint

## Sport
Stante la relativa omogeneità di popolazione per quel che riguarda il credo religioso e politico, Down è una delle contee dove gli sport sono praticati con la stessa diffusione senza una vera disciplina dominante.
Il calcio è apprezzato anche se a livello professionistico Down può annoverare una sola compagine nel massimo campionato nordirlandese: il Warrenpoint Town F.C., mentre è più massiccia la presenza in quello cadetto dove giocano l'Ards F.C., il Banbridge Town F.C., il Bangor F.C. ed il Lisburn Distillery F.C., quest'ultimo presente spesso anche in prima divisione.
Gli sport gaelici, gestiti dalla Down GAA, hanno vasto seguito, specialmente nella parte meridionale della contea a maggioranza cattolica. Il calcio gaelico è la disciplina più praticata ed apprezzata nella contea e non a caso Down è la più titolata delle sia delle controparti nordirlandesi, sia della provincia (in questo caso a pari merito col Cavan) per trofei nazionali vinti, ben cinque. I periodi d'oro della franchigia sono stati gli anni '60, che hanno portato tre titoli, e i primi anni '90, nei quali Down ha ottenuto gli altri due successi. Quando ci sono le partite della squadra inter-county, tradizionalmente una vasta folla segue in corteo i giocatori colorando le sedi delle partite, in particolare Dublino, di rosso-nero.
L'hurling è molto meno diffuso, tuttavia è da registrare la fondazione di una squadra, per avvicinare gli abitanti alla disciplina, per l'area di South Down.
A Newcastle c'è uno dei campi da golf più rinomati al mondo.